# 菅原正
菅原 正（すがわら ただし、1946年 - ）は、日本の化学者。専門は物理有機化学、有機物性化学、物質変換。物質と生命との間のミッシング・リンクを埋める研究で知られる。

## 経歴
1946年東京に生まれる。1974年東京大学大学院 理学系研究科 博士課程修了、分子科学研究所助手、東京大学教養学部 助教授、1991年 東京大学教授を経て、2010年複雑系生命システム研究センター特任研究員、2012年神奈川大学理学部特任教授、2013年同教授、電子スピン学会賞（2008年）分子科学会賞（2012年）

## 研究/受賞
- 2008年電子スピン学会賞（2008年）
- 2012年分子科学会賞（2012年）
- 2015.09.30神奈川大学理学部 菅原正教授研究グループが「何世代にもわたって細胞分裂できるモデル人工細胞」の構築に成功したと発表[4]

## 著作・文献
- 『超分子の化学 (化学の指針シリーズ)』2013/4/10　共著